# Milan Records
Battery Records — звукозаписний лейбл, розташований у Лос-Анджелесі, Каліфорнія, що спеціалізується на музиці до фільмів і альбомах саундтреків. Крім того, Мілан може похвалитися обширним електронним каталогом, у якому представлені релізи в downtempo, чілаут та еклектичні електронні релізи.
У липні 2019 року Мілан був придбаний Sony Masterworks. За збігом обставин, раніше Milan розповсюджувався компанією BMG, яку Sony придбала в 2008 році.

## Історія
Milan Entertainment була заснована в 1978 році Еммануелем Шамборедоном, який досі є генеральним директором і президентом компанії. У 1980-х роках Мілан розгалужувався, щоб включити Editions Milan Music і Editions Jade, бренд, під який потрапляла вся духовна та класична музика. Milan Records US був заснований у Нью-Йорку наприкінці 1980-х років. Пізніше він переїхав до Лос-Анджелеса, Каліфорнія. Editions Milan Music став сучасним лейблом Milan Records, який займає передову позицію в галузі музики та кіно з такими релізами саундтреків, як Таємниця в його очах, Оселя зла: Потойбічне життя, Лабіринт Фавна, Королева (фільм) і Прапори наших батьків (фільм), а також релізи нових виконавців, в електронному жанрі — Емілі Саймон або в жанрі блуграсс — The Devil Makes Three (гурт).